# Oxytropis lambertii
Oxytropis lambertii là một loài thực vật có hoa trong họ Đậu.

## Hình ảnh

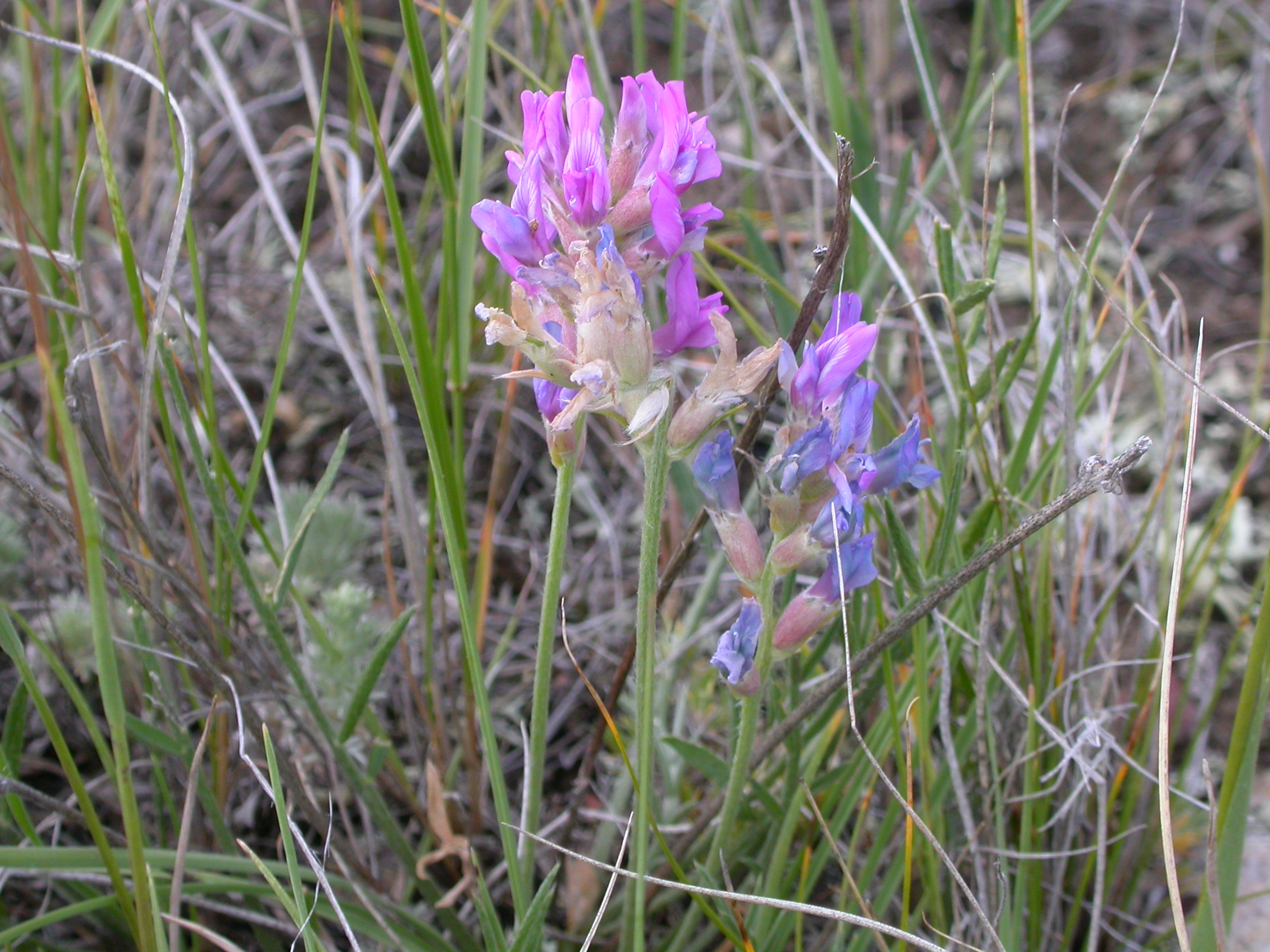
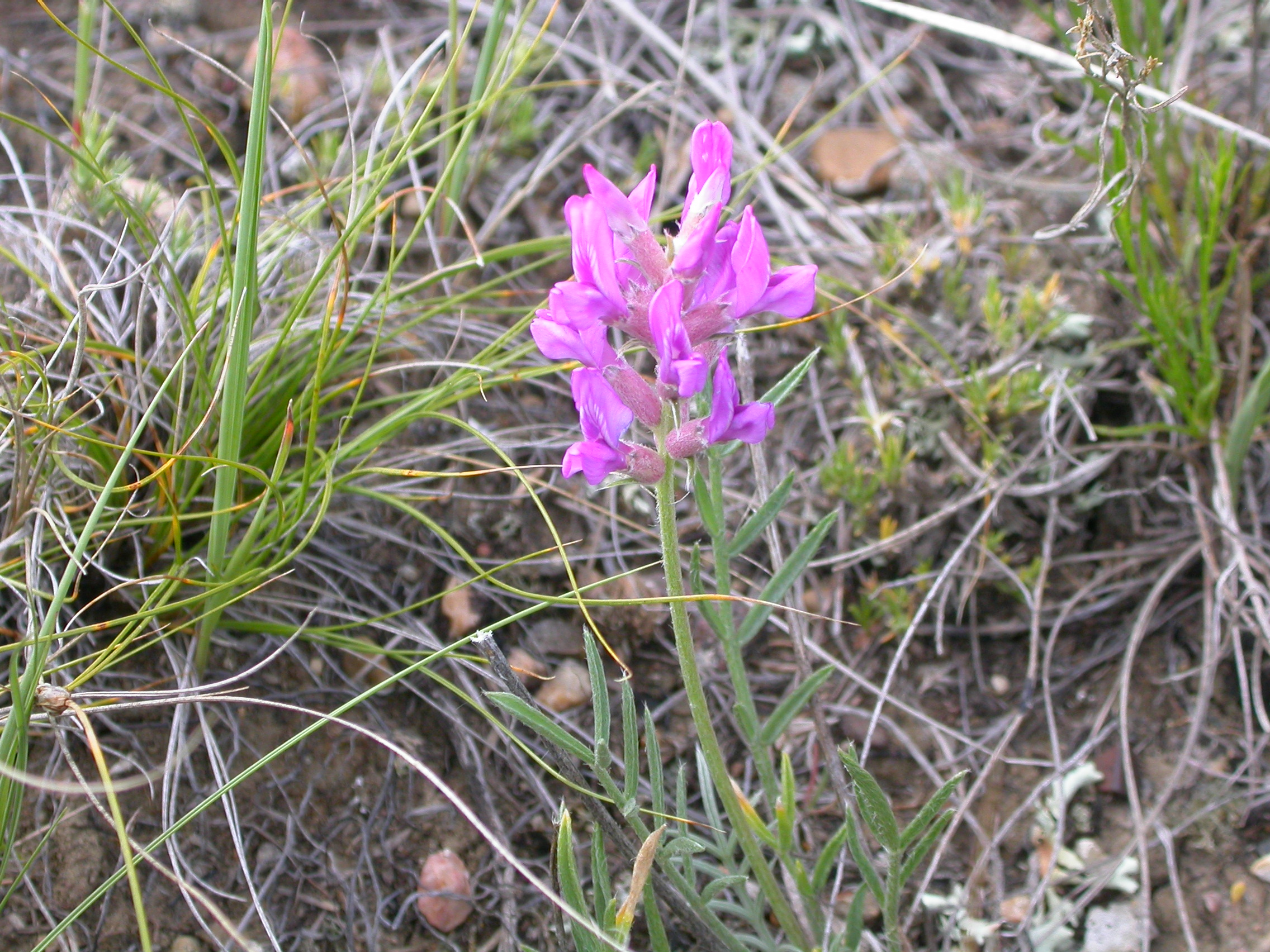
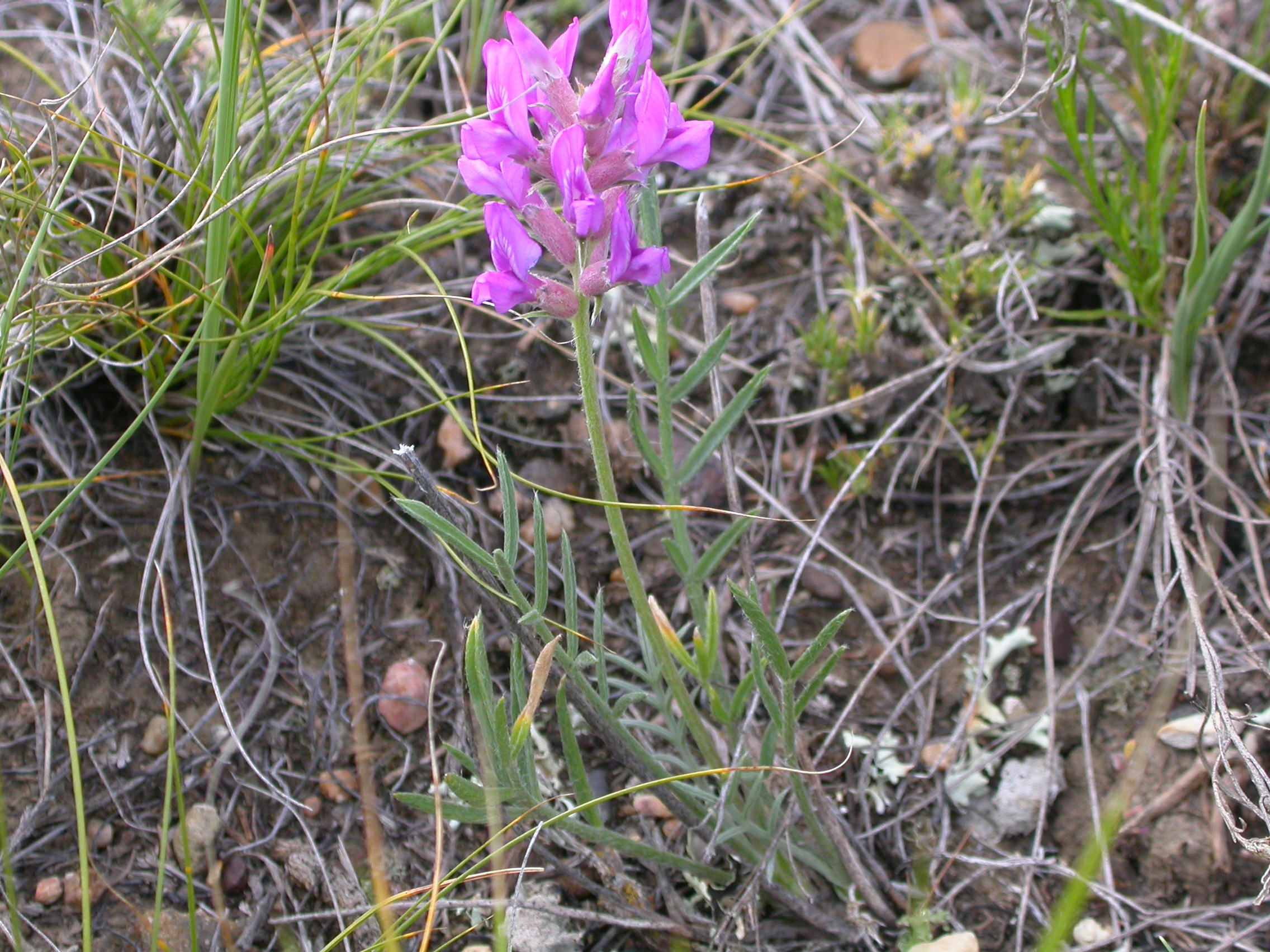
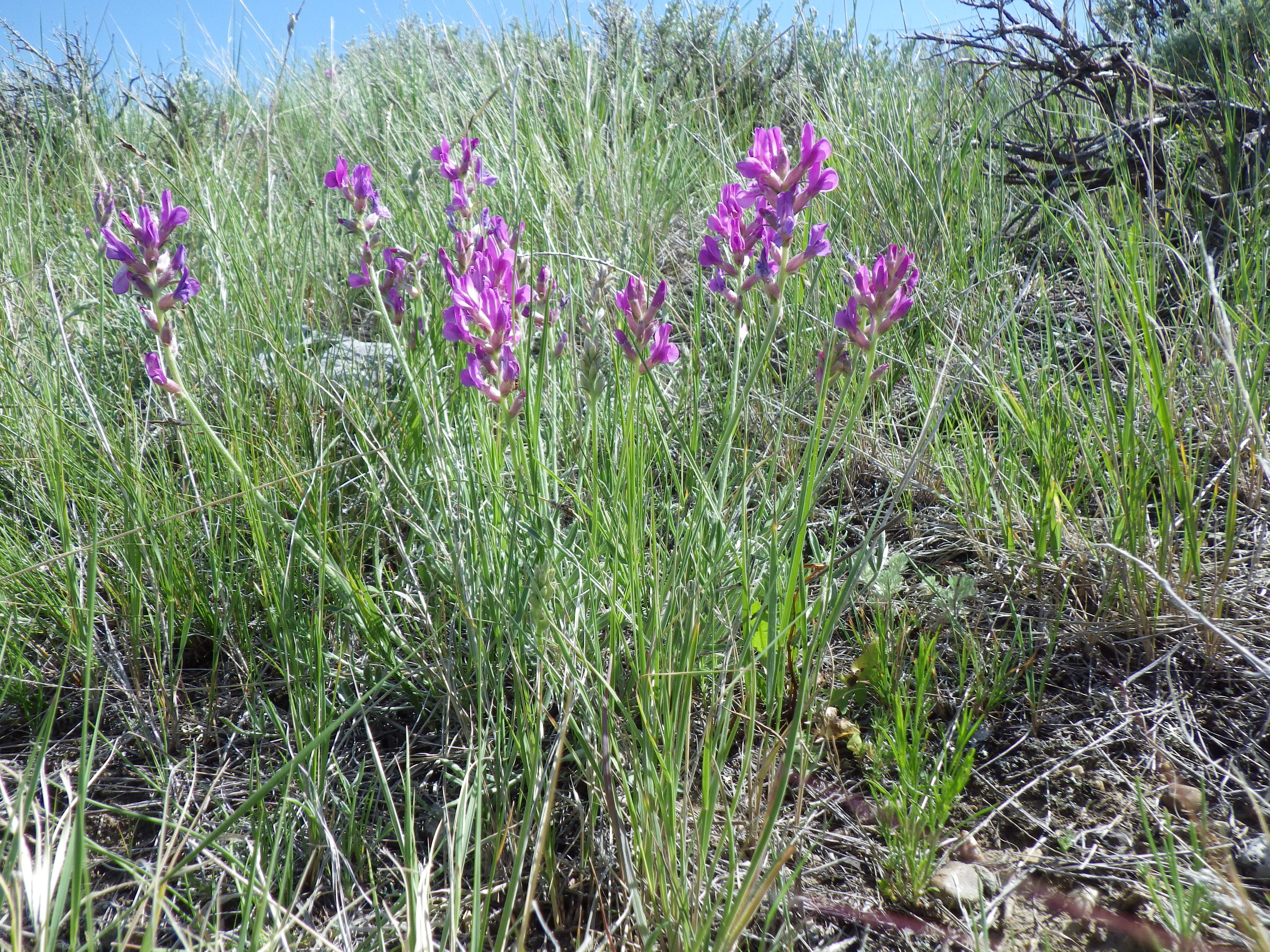

## Phân bố
Đây là loài bản địa của miền trung Canada và các vùng trung tây, Great Plains của Hoa Kỳ.

## Độc tố
Oxytropis lambertii là một trong các thực vật gây độc thường gặp nhất trong chăn nuôi. Độc tố của chúng gọi là swainsonine. Các nghiên cứu cho biết bản thân loài này có thể không độc, nhưng nó nhiễm độc tố từ các loài nấm thuộc chi Embellisia.